# Paphiopedilum dayanum
Paphiopedilum dayanum är en orkidéart som först beskrevs av John Lindley, och fick sitt nu gällande namn av Stein. Paphiopedilum dayanum ingår i släktet Paphiopedilum och familjen orkidéer. Inga underarter finns listade i Catalogue of Life.

## Bildgalleri

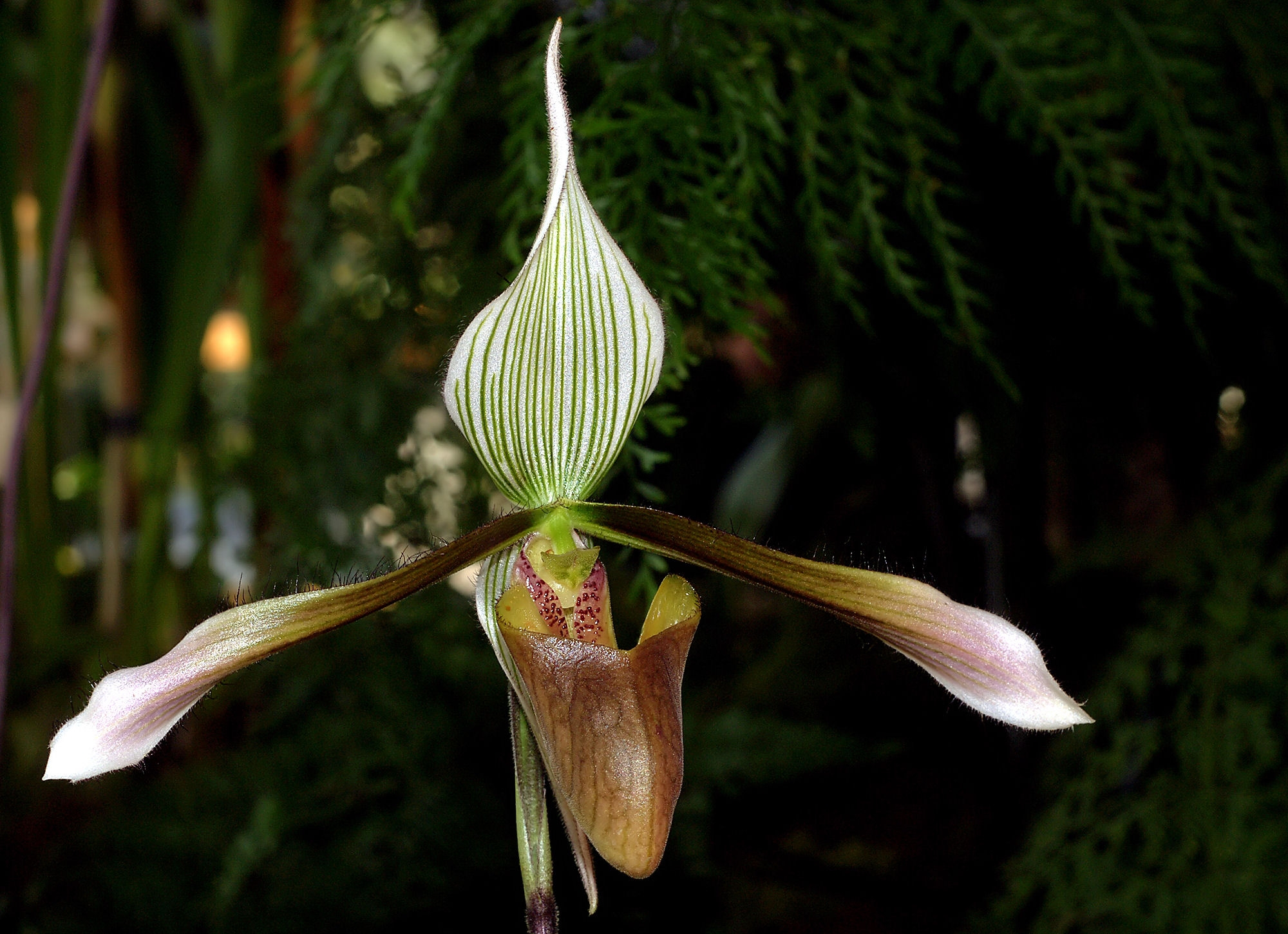
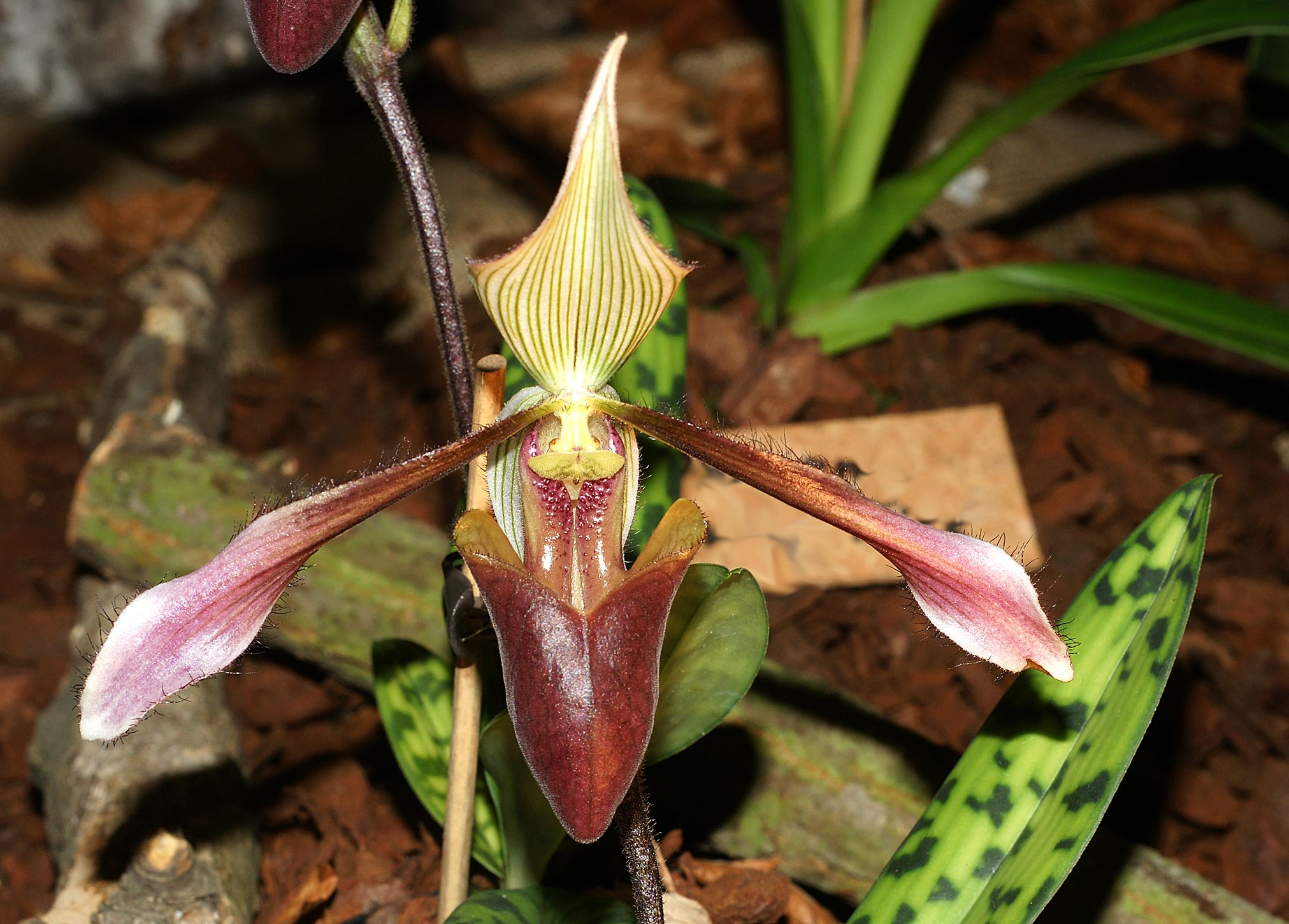
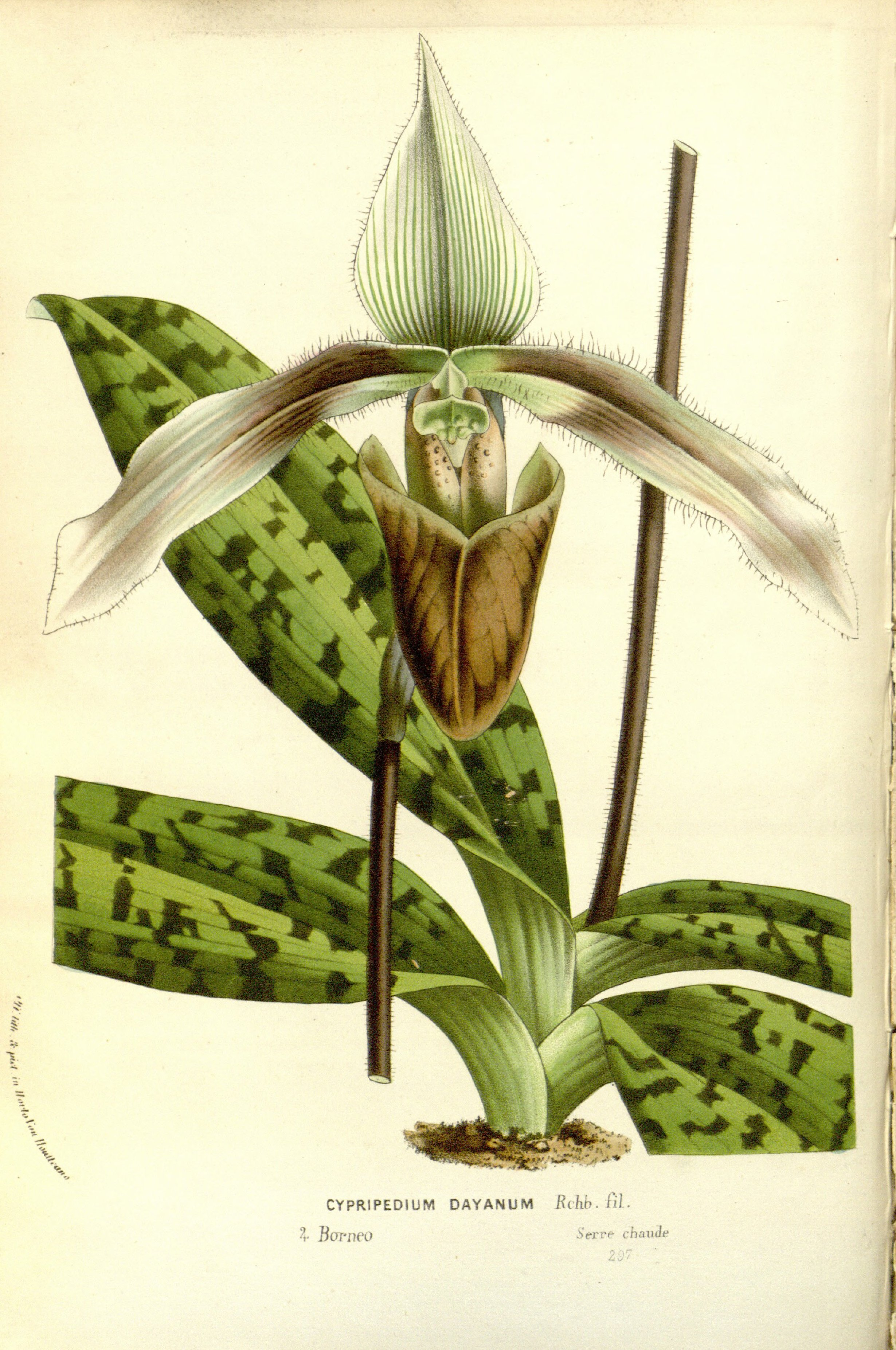
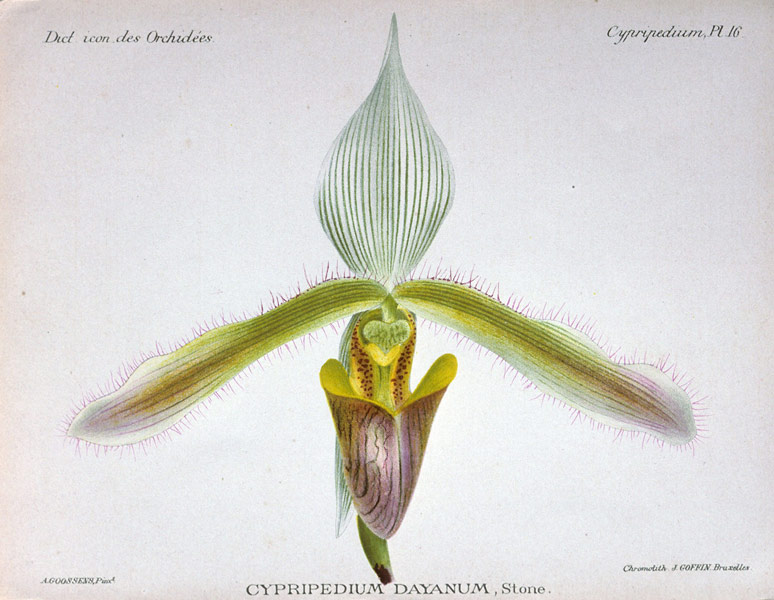
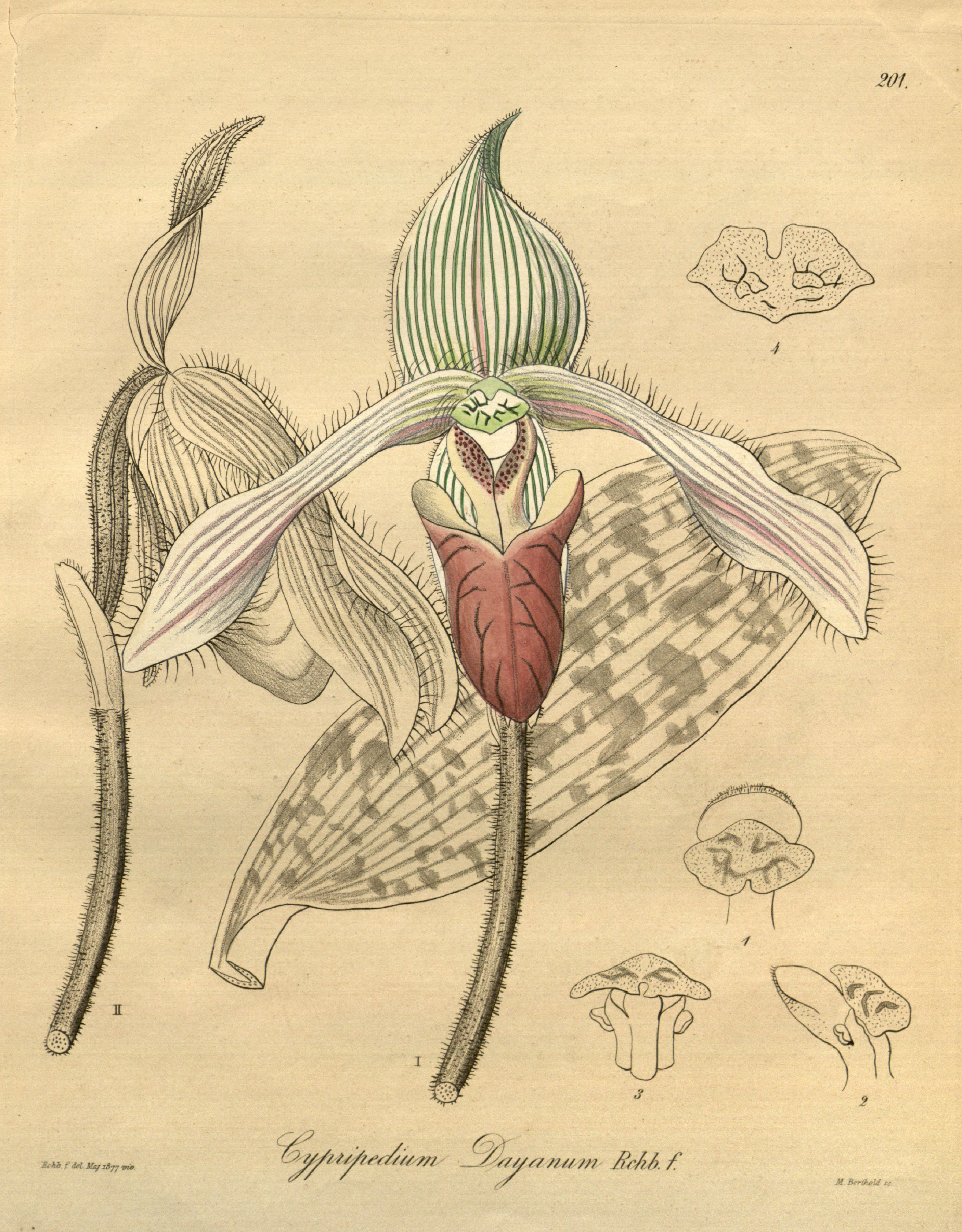
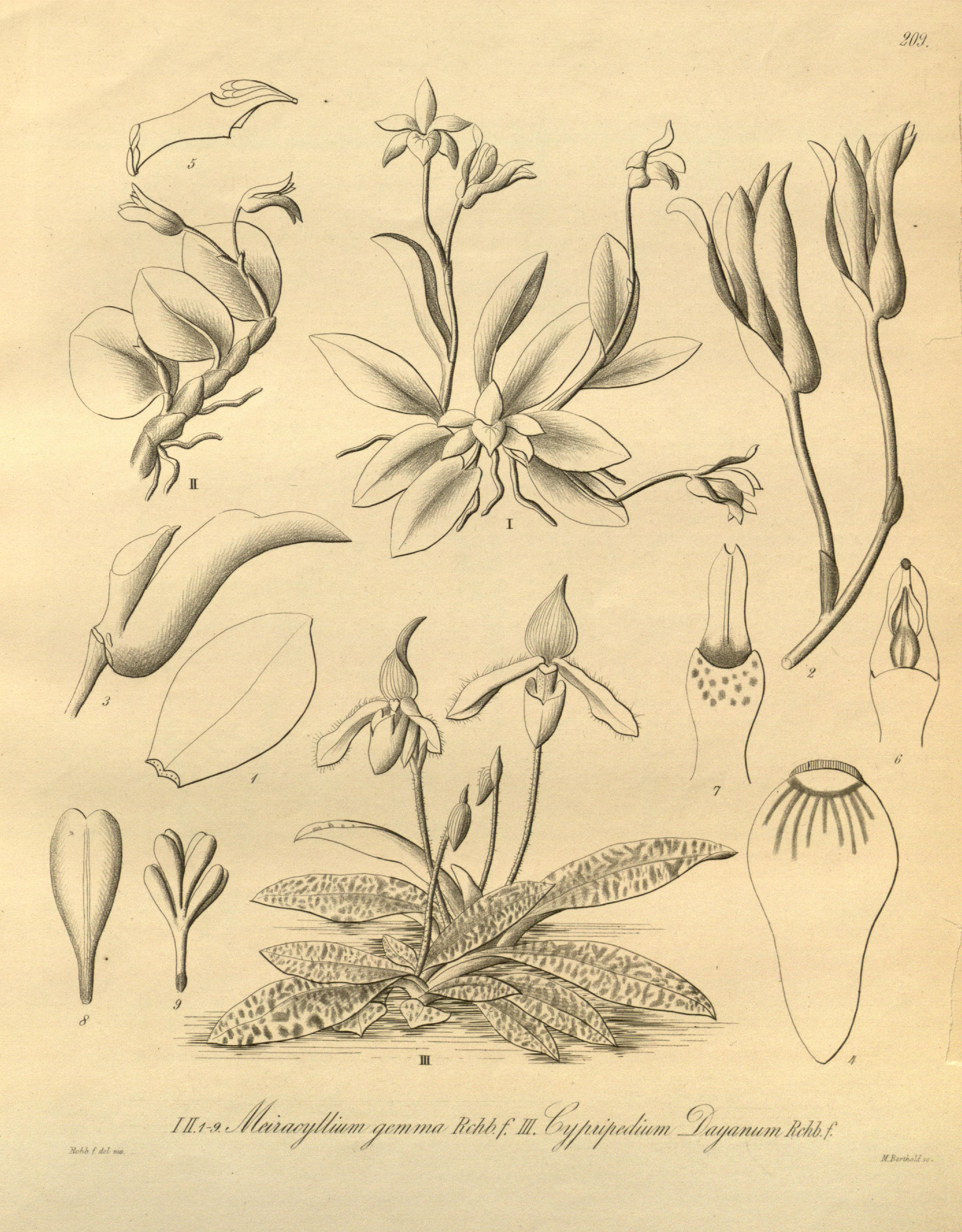